# 诺尔玛·克罗克
诺尔玛·克罗克（英語：Norma Croker，1934年9月11日—2019年8月21日），澳大利亚女子田径运动员。她曾代表澳大利亚参加1956年和1960年夏季奥林匹克运动会田径比赛，其中1956年奥运会获得一枚金牌。